# Panzerbau III

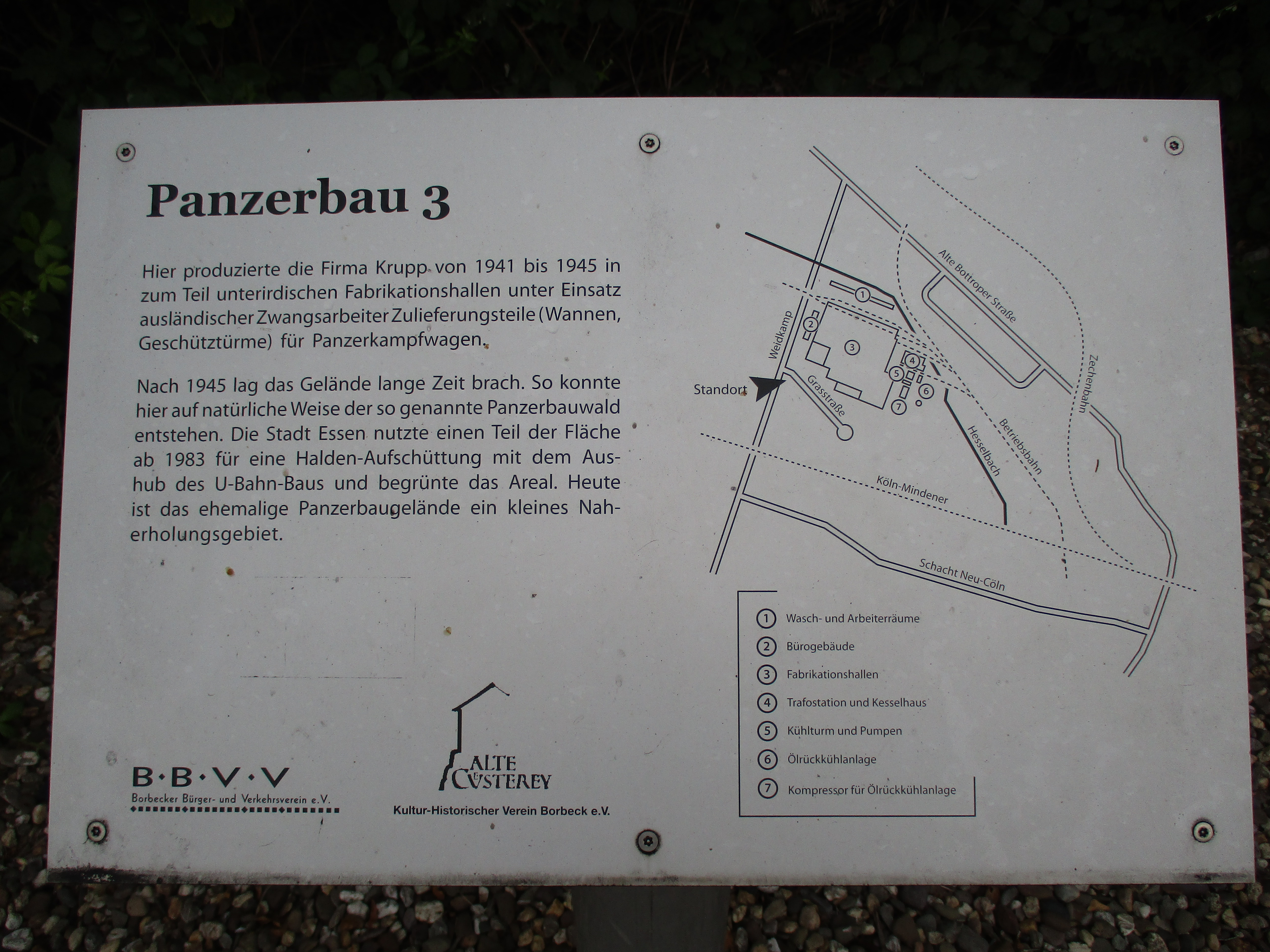
Infotafel am ehemaligen Panzerbaugelände

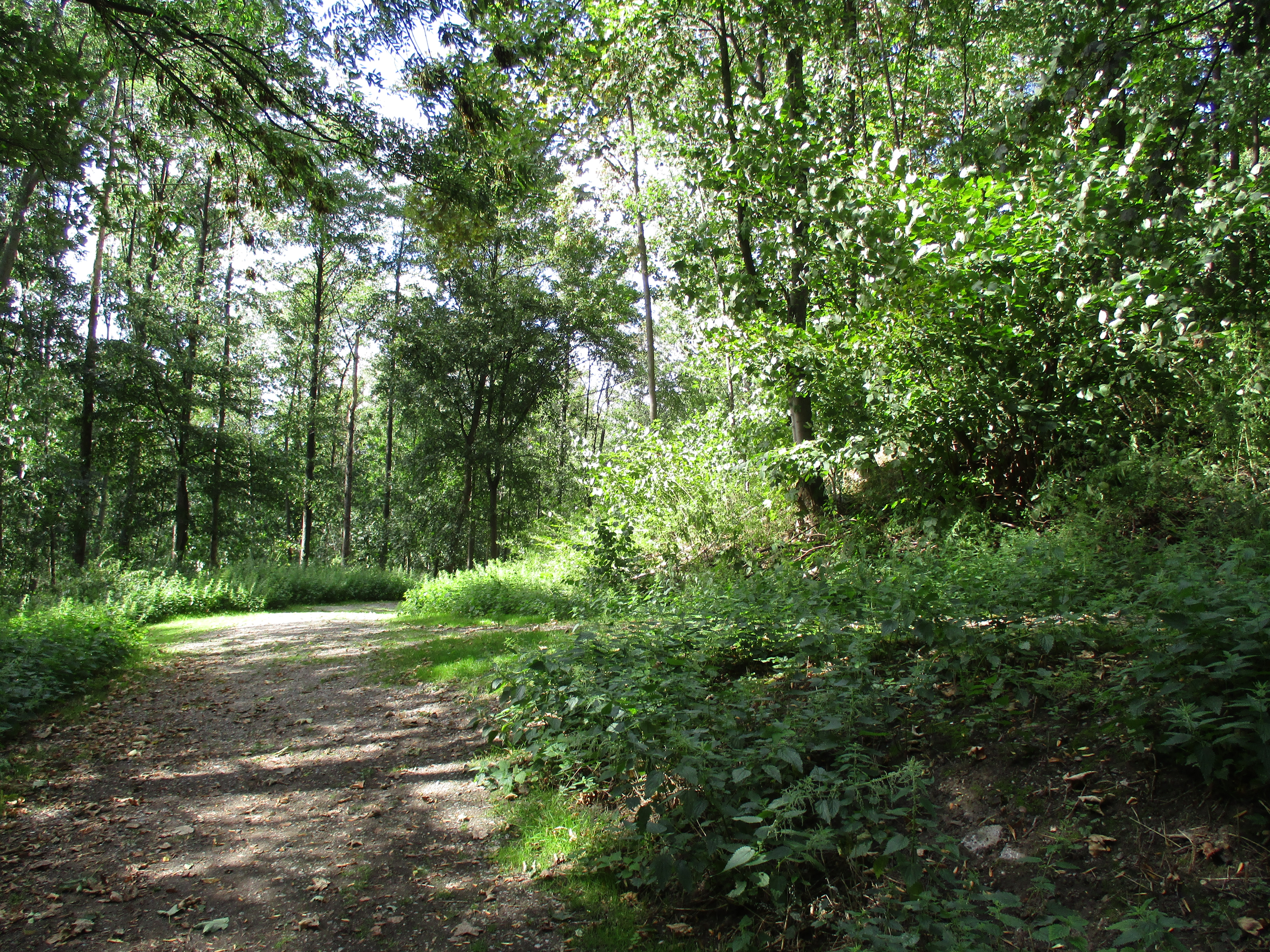
Unter der großen Halde sind die Überreste der Produktionshalle begraben.

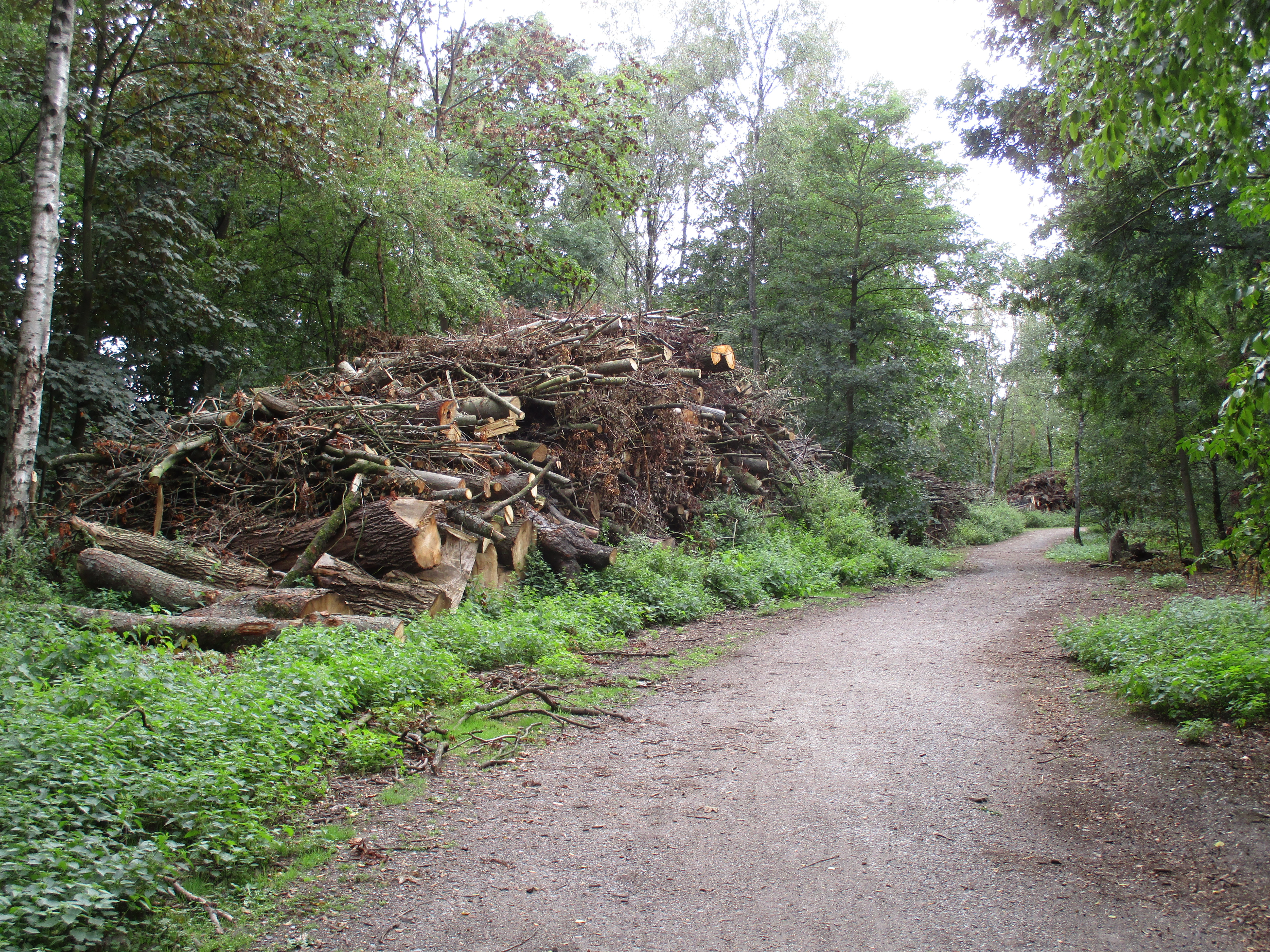
Heute ist der Panzerbauwald ein kleines Naherholungsgebiet.

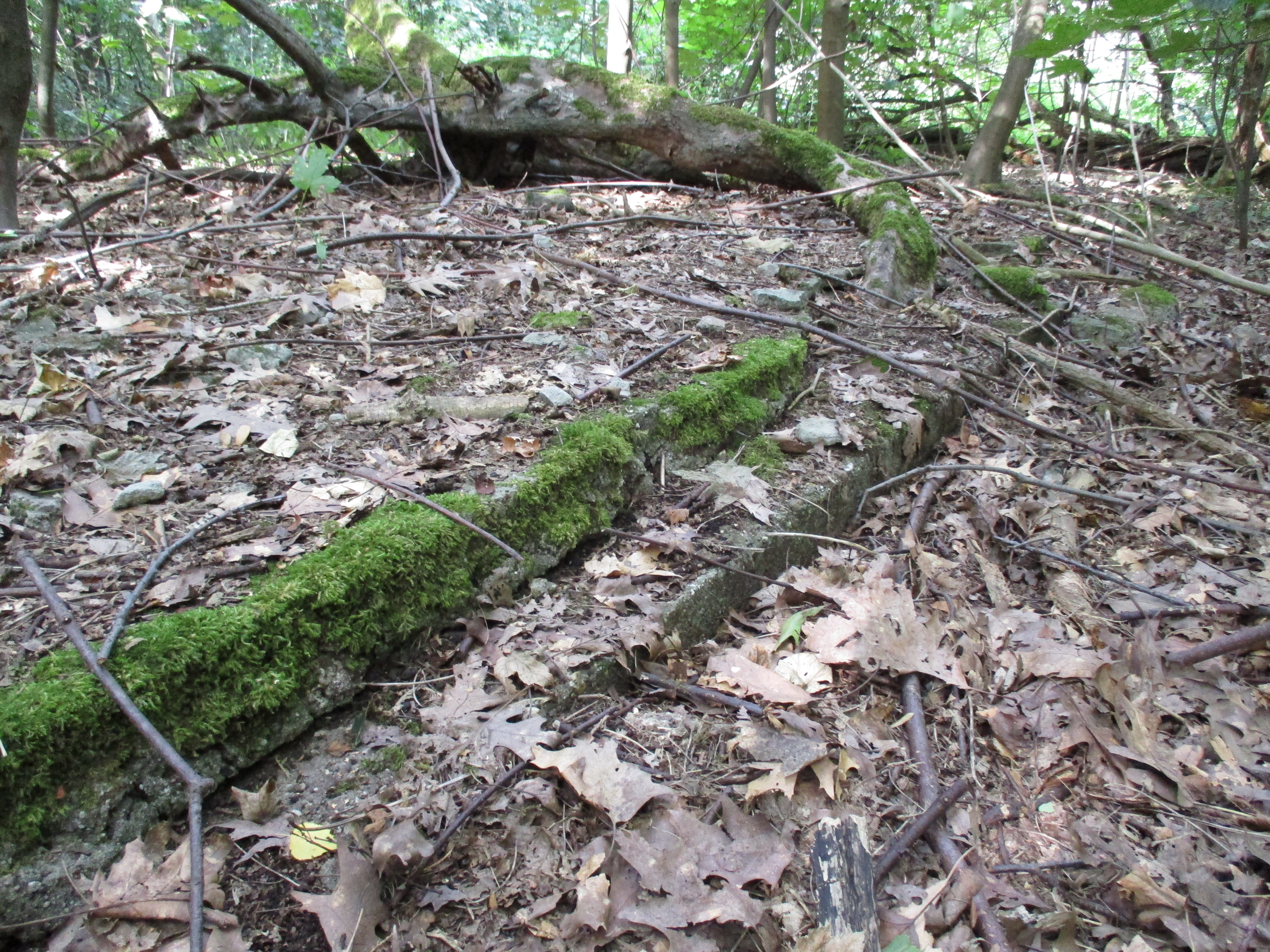
Im Wald befinden sich heute Fundamentreste …

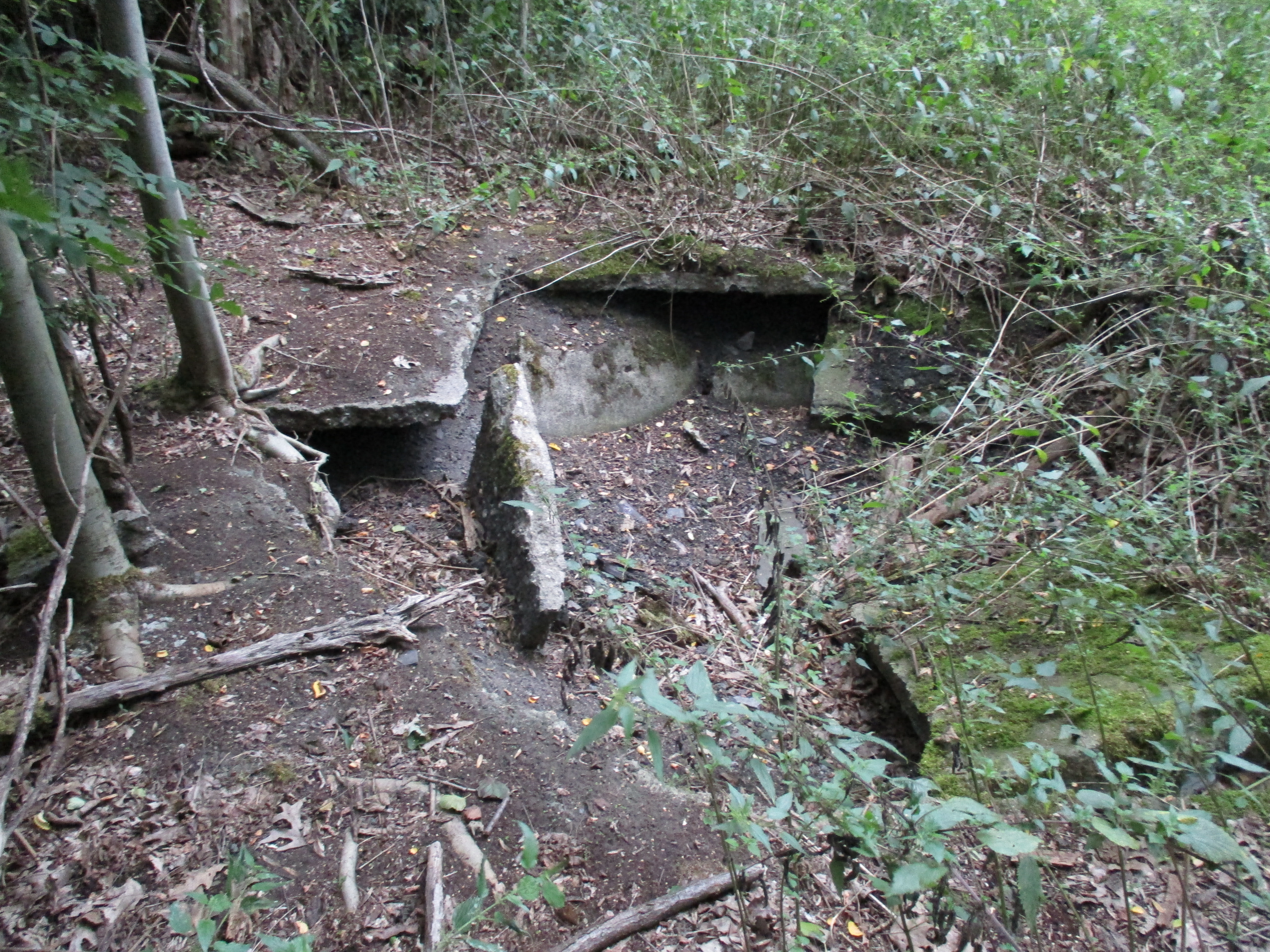
… und Löcher, die einen Blick in die unterirdischen Anlagen gewähren.

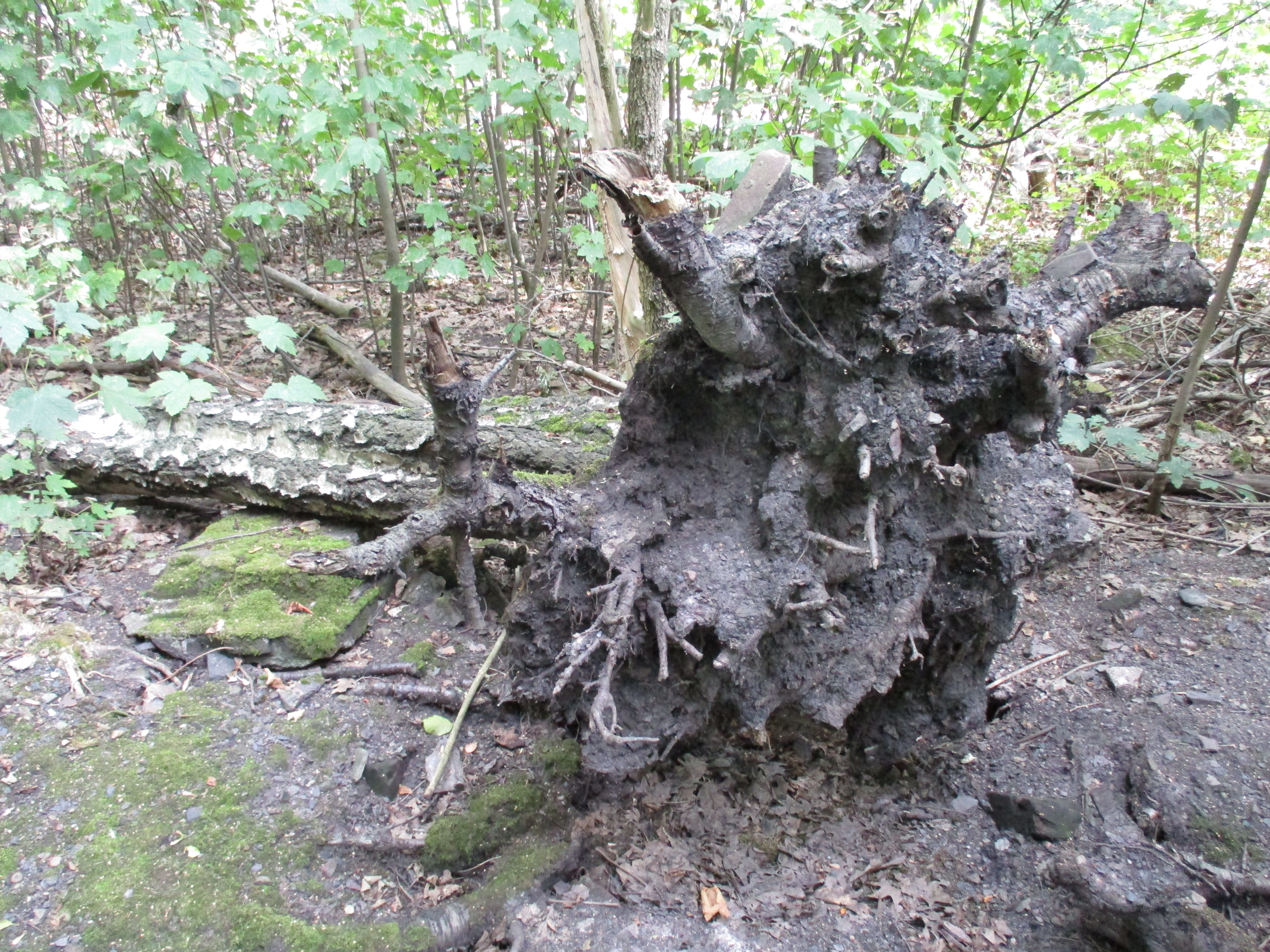
Bäume finden im Boden keinen vernünftigen Halt.

Panzerbau III ist die offizielle Bezeichnung für eine Rüstungsfabrik der Firma Krupp in Essen-Borbeck während des Zweiten Weltkriegs. In ihr wurden die Geschütztürme und Wannen für den Panzerkampfwagen IV und den Panzerkampfwagen VI Tiger hergestellt.

## Zur Zeit des Krieges
Das Werk wurde zwischen Dezember 1941 und Februar 1943 im Essener Nordwesten mit einer Investition von knapp 20 Millionen Reichsmark in zwei Bauabschnitten unter Zeitdruck errichtet. Es stand im Zusammenhang mit dem staatlichen Sonderprogramm „Tiger“ und war ein Zulieferbetrieb für die Hauptproduktionsstätten Henschel und Wegmann in Kassel. Es galt als modernste Werkstätte seiner Zeit. Neben der oberirdischen Fabrikationshalle mit einer Länge von über 200 Metern und einer Breite von 192 Metern gab es auch drei unterirdische Fertigungsstätten und eine große Werkstatt. Durch eine Betriebsbahn war das Werk mit der Köln-Mindener-Eisenbahn verbunden.
Mit Beginn der Panzerproduktion im Oktober 1942 stieg die Zahl der Beschäftigten bis September 1943 von anfangs 144 auf 1580. Zum Teil waren dies ausländische Zwangsarbeiter vor allem aus Frankreich, den Niederlanden, Italien und den besetzten Ostgebieten. 570 Menschen waren als zivile Fremdarbeiter in einem Lager an der Straße Weidkamp untergebracht. Trotz Schäden durch Luftangriffe der Alliierten kam die Produktion bis kurz vor Ende des Weltkriegs nie ganz zum Erliegen. Durch die moderne Stahlkonstruktion erlitt das Werk meist nur geringfügige Schäden am Dach, die schnell repariert werden konnten.
Erst im Oktober 1944 führten die Bombenangriffe durch die Zerstörung der Energieversorgung zu einem zeitweisen Produktionsstopp. Der Großangriff der Royal Air Force am 11. März 1945 traf aber die infrastrukturellen Schlüsseleinrichtungen wie die Werksbahnen so schwer, dass die kriegswichtigen Zulieferteile nicht mehr verschickt werden konnten. Das Werk wurde stillgelegt.

## Nach dem Krieg
Nach dem Krieg ging bis 1949 der noch funktionsfähige oder verwertbare industrielle Bestand des Panzerbaus als Reparationsleistung in die Sowjetunion.
Das Produktionsgelände mit seinen stark beschädigten Werkshallen, den unterirdischen Gängen und Bunkern nutzten Kinder und Jugendliche aus den benachbarten Wohngebieten als gefährlichen Abenteuerspielplatz.
Der Abriss der oberirdischen Gebäude begann Ende 1959. Zuvor hatte man die unterirdischen Anlagen geflutet und provisorisch mit Bauschutt und Spritzbeton verschlossen. Mitte der 1960er-Jahre wollte die Stadt Essen das Areal für ein geplantes Wohnbauprojekt der Firma Krupp abkaufen. Dies scheiterte jedoch am Willen der Eigentümerin, die ein Gewerbegebiet errichten wollte.
Inzwischen hatte sich das unberührte Brachgelände nach Jahrzehnten zu einem Biotop entwickelt. Als 1978 die Justizverwaltung des Landes NRW nach einem Grundstück für eine neue Justizvollzugsanstalt suchte und dieses im Grünbereich des Panzerbaus zu finden glaubte, gab es ersten Widerstand von Umweltschützern, die auf die ökologische Bedeutung des Grün- und Waldgeländes hinwiesen. Ergebnis: Die Behörden gaben das Vorhaben auf und begründeten ihre Entscheidung aber mit geologischen Schwierigkeiten.
1980 erwarb die Stadt Essen das knapp 20 Hektar große Gelände für vier Millionen Deutsche Mark. Geplant war, den verwilderten Panzerbauwald zu roden, um Gewerbe anzusiedeln. Bürgerinitiativen und Umweltschutzorganisationen forderten aber die Erhaltung des Waldes als Schutz vor den Emissionen der benachbarten Industrie. Zu Hilfe kam ihnen die gleichzeitige Kontroverse um den Pseudokrupp, eine Atemwegserkrankung, für deren Auftreten auch in der Nähe des Panzerbaus Umwelteinflüsse verantwortlich gemacht wurden.
Das von der Stadt Essen in Auftrag gegebene Gutachten der Universität Dortmund bestätigte die Schutzfunktion des Panzerbauwaldes, empfahl aber gleichzeitig Gewerbe entlang der Grasstraße und der Alten Bottroper Straße am Rand des Panzerbaus. Diese Lösung setzte sich schließlich durch.
Das früher industriell genutzte Gelände wurde außerdem im Jahr 1983 gemäß dem Gutachten teilweise mit U-Bahn-Aushub zu einer Halde aufgeschüttet und begrünt, so dass der gerettete Wald und der begrünte Hügel bis heute als Luftfilter dienen.
Die Verdichtung des Wald- und Grünbestandes, seine Erschließung mit Wanderwegen sowie Sicherungsmaßnahmen gegen die bis in die 2010er-Jahre zum Teil noch sichtbaren und zugänglichen Ruinen der Fabrikationshallen ermöglichen zusätzlich eine gefahrlose Nutzung als Naherholungsgebiet.
Diese Entwicklung von einem industriell genutzten zu einem renaturierten Gelände spiegelt das Anliegen der 1989 eröffneten Internationale Bauausstellung Emscher Park anschaulich wider. Deren Aufgabe bestand nämlich unter anderem darin, die Landschaft des Ruhrreviers nach ökologischen und ästhetischen Kriterien neu zu gestalten.
Die dafür geforderte Rückgewinnung von Landschaft war für den Panzerbau beispielhaft, so dass inzwischen Schulen darauf zurückgreifen und sie zu einem integrativen Bestandteil des Geographieunterrichts machen.
Am 16. September 2016 stellten der Borbecker Bürger- und Verkehrsverein (BBVV) und der Kultur-Historische Verein Borbeck e. V. (KHV) am Weidkamp eine Informationstafel über den Panzerbau III auf.